# Bactrocera dyscrita
Bactrocera dyscrita
 es una especie de díptero que Drew describió por primera vez en 1971. Bactrocera dyscrita pertenece al género Bactrocera de la familia Tephritidae. 